# Faro de Vigo
Faro de Vigo es un diario español, de ámbito regional gallego. Su sede está en Vigo y es considerado el periódico decano de la prensa española, puesto que apareció en 1853. En la actualidad forma parte del grupo Prensa Ibérica.

## Historia
Faro de Vigo se imprimió por primera vez el 3 de noviembre de 1853 en el taller tipográfico que tenía su fundador, Ángel de Lema y Marina, en la Calle de la Oliva, en Vigo. Se publicaba inicialmente dos veces por semana, pasando a tres a partir del 1 de junio de 1875 y a tener carácter diario a partir del 7 de julio de 1879.  Durante los primeros años de publicación, su principal cometido consistió en ejercer como mecanismo de presión con el fin de movilizar y hacer actuar a las autoridades competentes con el objeto de superar el aislamiento en que se encontraba el sur de Galicia. Finalmente, este hecho se superó con la construcción de la infraestructura ferroviaria y posterior apertura, en marzo de 1881, del ferrocarril Vigo-Orense. Aun así, esta sería una más de las múltiples campañas emprendidas por este periódico en favor del progreso y la modernización de su territorio.
En 1986, Faro de Vigo fue adquirido por Editorial Prensa Ibérica, presidida por Francisco Javier Moll de Miguel, grupo de comunicación que integra dieciséis cabeceras periodísticas que se encuentran distribuidas por gran parte del territorio español. En 2003, Faro celebró su ciento cincuenta aniversario con la asistencia del rey Juan Carlos I. En 2013 conmemoró sus 160 años de existencia como un "logro colectivo".
Es considerado el periódico decano de la prensa española, por ser el medio de prensa española más antiguo que continúa publicándose en la actualidad.

### Edición digital
La edición digital de Faro de Vigo fue puesta en marcha en enero de 1999.

## Colaboradores
Algunos de los más célebres escritores gallegos, como Álvaro Cunqueiro, Valentín Paz-Andrade, Manuel Curros Enríquez, Emilia Pardo Bazán y Gonzalo Torrente Ballester, y artistas de la talla de Carlos Maside o Castelao, han sido habituales colaboradores de Faro de Vigo.

## Difusión
Según el resumen general del Estudio General de Medios, 3.ª oleada de 2016, Faro de Vigo alcanzó la cifra de 265 000 lectores al día, lo que le convirtió en el noveno periódico de información general más leído de España.  Según GfK, en cifras citadas por medios competidores, a fines de 2022 el Faro tenía 1.5 millones de usuarios al mes.

## Delegaciones y ediciones
Faro de Vigo publica diariamente seis ediciones. Además de la de Vigo o general, edita otras cinco, destinadas a diferentes áreas de las provincias de Pontevedra y Orense, territorios tradicionales de Faro. Estas son, por orden cronológico de creación, Orense (1984), Pontevedra (1991), Arosa (1994), El Morrazo (1998) y Deza-Tabeirós-Montes (1999).
En la Factoría de Chapela (Redondela) se encuentran tanto la redacción como el centro de producción e impresión de Faro de Vigo, así como su empresa asociada Celta de Artes Gráficas. En sus rotativas Mitsubishi, Köening Bauer y Uniman, vinculadas a un sistema de cierre de la empresa Müller-Martini, se imprimen diariamente los ejemplares del diario. Por otra parte, Faro posee en total once delegaciones distribuidas entre Galicia y el norte de Portugal.

## Personal y secciones de trabajo
La plantilla de Faro de Vigo está integrada por unos 150 trabajadores, divididos en las áreas de redacción, administración y distribución.  
Desde que se fundara en 1853, han ocupado la dirección del periódico: 
- José Carvajal Pereira (1853-1861)
- Ángel de Lema Marina (1861-1881)
- Eladio de Lema Martín (1881-1928)
- Ángel de Lema Rubido (1928-1929)
- Manuel Otero Bárcena (1929-1944)
- Blas Agra Mancebo (1944-1949)
- Francisco Leal Insúa (1949-1961)
- Manuel González Cerezales (1961-1964)
- Álvaro Cunqueiro (1964-1970)
- Manuel Santaella Pérez (1970-1975)
- José Landeira Yrago (1975-1978)
- José Armesto (1978-1986)
- Ceferino de Blas (1986-1994)
- Julio Puente (1994-2000)
- Pedro Pablo Alonso (2000-2006)
- Juan Carlos Da Silva (2006-2019)
- Rogelio Garrido (desde 2019)

## Club Faro de Vigo
El 6 de mayo de 1992 fue inaugurado el Club Faro de Vigo, foro de opinión y debate cuyo principal objetivo es contribuir a dinamizar la vida social y cultural de Galicia. Desde su creación, se celebran tres actos por semana, han intervenido más de 2000 conferenciantes, como expresidentes del Gobierno, cardenales, obispos, Premios Nobel, Premios Cervantes, Premios Óscar, Premios Goya, premios Príncipe de Asturias, miembros de las Reales Academias, medallistas olímpicos, filósofos, historiadores, políticos, eclesiásticos, artistas, deportistas, periodistas, etcétera.
Entre los invitados y conferenciantes de mayor prestigio que han participado en los más de 25 años de historia del Club Faro de Vigo se pueden citar a los siguientes: José Saramago, Rigoberta Menchú, Mario Soares, Santiago Grisolía, Gonzalo Torrente Ballester, Paulo Coelho, Carlos Fuentes, Mario Benedetti, Eduardo Galeano, Nélida Piñón, Terenci Moix, Manuel Vicent, Arturo Pérez Reverte, Juan José Millás, Luis García Berlanga, Fernando Trueba, Pilar Bardem, Javier Bardem, Adolfo Marsillach, Fernando Savater, José Antonio Marina, Luis Eduardo Aute, María del Mar Bonet, Luis Rojas Marcos, Miguel López Alegría, Mariano Rajoy, José Luis Rodríguez Zapatero, Alberto Núñez Feijóo, Xosé Manuel Beiras, Raymond Carr, Henry Kamen, Gabriel Jackson, Paul Preston, Juan Pablo Fusi, Javier Tusell, Ian Gibson, Màxim Huerta o Manuel Fraga Iribarne, entre muchos otros.

## Premios y galardones
- Distinción de honor ciudad de Vigo en 2022.[23]

- Medalla de Oro de la Autoridad Portuaria de Vigo en 2006.[24]

- Medalla de Oro de Galicia en 2004.

- Medalla de Oro de Vigo en 2003.

- Premio Stendhal para el Periodismo y la Comunicación en 1995.[25]

## Imágenes de portadas significativas
|                                        |
| 3 de noviembre de 1853, núm. 1, ano I. |

|                                            |
| 29 de agosto de 1898, repatriados de Cuba. |

|                                                            |
| 23 de abril de 1912, noticias del hundimiento del Titanic. |

|                                      |
| 7 de agosto de 1914, Guerra europea. |

|                                         |
| 3 de noviembre de 1928, 75 aniversario. |

|                                                            |
| 15 de abril de 1931, proclamación de la Segunda República. |